# Desafio de Bonn
O Desafio de Bonn é um esforço global para restaurar 150 milhões de hectares de terras degradadas e desmatadas do mundo até 2020, e 350 milhões de hectares até 2030. Este desafio foi organizado e lançado pela Alemanha e pela União Internacional para a Conservação da Natureza (UICN) na cidade alemã de Bona, em 2 de setembro de 2011, em colaboração com a Global Partnership on Forest/Landscape Restoration (Parceria Global para a Restauração de Florestas e Paisagens) e tem como objetivo a concretização das Convenções do Rio e de outros resultados da Cúpula da Terra de 1992. Em 2013, países como Brasil, Costa Rica, El Salvador, Ruanda e Estados Unidos já haviam se comprometido a restaurar mais de 20 milhões de hectares de terra.
A UICN estima que o cumprimento dos objetivos do Desafio de Bonn resultaria em aproximadamente 84 bilhões de dólares por ano em benefícios líquidos. Esses benefícios poderiam afetar positivamente as oportunidades de rendimento das comunidades rurais.Estima-se também que, ao cumprir com os objetivos do desafio, será possível reduzir a atual lacuna de emissões de dióxido de carbono entre 11 e 17%.
O Desafio de Bonn procura remediar questões como segurança econômica, segurança hídrica, segurança alimentar e mudanças climáticas. A restauração da paisagem por meio do Desafio de Bonn amplia os compromissos internacionais com a mitigação das mudanças climáticas. A restauração de 150 milhões de hectares de terras degradadas e desflorestadas do mundo até 2020 ajudará a sequestrar um bilhão de toneladas métricas de dióxido de carbono, o que reduzirá a atual lacuna de emissões em 20%.
A African Forest Landscape Restoration Initiative (Iniciativa de Restauração da Paisagem Florestal Africana), também chamada de AFR100, enquadra-se no Desafio de Bonn e tem como objectivo ter 100 milhões de hectares em processo de restauração até 2030. 28 países africanos se comprometeram a destinar um total de 113 milhões de hectares à iniciativa. A Etiópia assumiu o maior compromisso individual, com 1 milhão de hectares. O primeiro-ministro etíope, Abiy Ahmed Ali, anunciou em maio de 2019 que o país tinha estabelecido o objectivo de plantar 4 bilhões de árvores só em 2019.

## Conferência de Bonn 2024
A Conferência de Bonn de 2024 sobre Mudanças Climáticas (SB 60) aconteceu de 3 a 13 de junho de 2024, no World Conference Center em Bonn, Alemanha.
Esta conferência serviu como preparação para a COP29, que ocorrerá em Bacu, Azerbaijão, no final do ano.
Principais tópicos abordados:
• Mitigação:  Compromissos dos países para reduzir emissões de gases de efeito estufa, com foco na eliminação gradual de combustíveis fósseis.
• Adaptação:  Medidas para aumentar a resiliência dos países aos impactos das mudanças climáticas, como eventos climáticos extremos e aumento do nível do mar.
• Financiamento:  Recursos financeiros para apoiar países em desenvolvimento na implementação de ações de mitigação e adaptação.
• Perdas e Danos: Mecanismos para lidar com os impactos irreversíveis das mudanças climáticas, especialmente em países vulneráveis.
• Justiça Climática:  Ênfase na necessidade de garantir que as ações climáticas sejam justas e equitativas, considerando as diferentes responsabilidades e capacidades dos países.

### Resultados e destaques:
• Progresso nas negociações: A conferência avançou em alguns pontos, mas divergências persistem em relação à ambição das metas de redução de emissões e ao financiamento climático.
• Chamado por justiça climática:  Países em desenvolvimento e organizações da sociedade civil pressionaram por maior compromisso dos países desenvolvidos em relação ao financiamento e à eliminação de combustíveis fósseis.
• Preparação para a COP29: A conferência definiu a agenda e os temas prioritários para a COP29, que terá a tarefa de tomar decisões cruciais para acelerar a ação climática global.

## Participação do Brasil
O Brasil aderiu ao Desafio de Bonn em dezembro de 2016. Com isso, o Brasil declarou sua intenção de restaurar, reflorestar e promover a recuperação natural de 12 milhões de hectares de florestas até 2030. Além disso, comprometeu-se a implementar 5 milhões de hectares de sistemas agrícolas integrados, combinando lavoura, pecuária e florestas, também até 2030, e recuperar 5 milhões de hectares de pastagens degradadas, até 2020.
Até 2024, o Brasil não havia avançado significativamente no compromisso assumido. Dados da plataforma do Observatório da Restauração e do Reflorestamento apontam que o país possui hoje pouco mais de 79 mil hectares da sua cobertura vegetal original recuperada. Isso significa que menos de 1% da meta foi atingida. Somado a isso, nos últimos anos o desmatamento e a degradação avançaram sobre os biomas brasileiros. De acordo com levantamento da MapBiomas, entre os anos de 2019 e 2022, o Brasil perdeu 9,6 milhões de hectares de vegetação nativa.

## Participação da província paquistanesa de Khyber Pakhtunkhwa
A província de Khyber Pakhtunkhwa, no Paquistão, distinguiu-se por ser o primeiro ente subnacional a comprometer-se com o desafio, o primeiro membro a cumprir a meta completamente (em metade do tempo programado), e o primeiro programa a ser ampliado.
O Billion Tree Tsunami (Tsunami de um bilhão de árvores) foi uma das iniciativas da província paquistanesa nessa direção. Lançado em 2015, em dois anos o projeto plantou um bilhão de árvores e restaurou 350 mil hectares de terras desmatadas e degradadas na região da cordilheira Hindu Kush, no Paquistão. O projeto atingiu sua meta de restauração por meio de uma combinação de regeneração natural protegida (60%) e florestamento planejado (40%). Além disso, estabeleceu 13.000 viveiros privados de árvores, que impulsionaram as rendas locais, geraram empregos verdes e capacitaram jovens e mulheres desempregados na província. As árvores plantadas estão reforçando diques ribeirinhos em importantes áreas de captação, incluindo ao longo das margens dos rios Indo, Kunhr e Suate.
Em março de 2018 o National Accountability Bureau (Gabinete Nacional de Responsabilidade, NAB) iniciou uma investigação depois de denúncias de enriquecimento ilícito por meio de projeto. Em janeiro de 2020, o órgão detectou um rombo de mais de 462 milhões de rúpias (cerca de 3 milhões de dólares) nos cofres públicos, vinculado ao projeto Billion Tree Tsunami. As alegações incluíam trabalho fantasma, peculato e apropriação indébita. A investigação apontou que apenas 250 milhões de árvores haviam sido plantadas, e apontou indícios de que as mudas foram adquiridas a preços superfaturados. Em 2016, o World Wide Fund for Nature (WWF) publicou um relatório de auditoria de terceiros para todas as fases do projeto.

## Ruanda, restauração de "fronteira a fronteira"
O governo de Ruanda foi o primeiro do mundo a comprometer-se com a restauração da paisagem florestal (RPF) “de fronteira a fronteira”, integrando-a às suas políticas nacionais e planos de desenvolvimento. Ruanda adota uma abordagem holística para a restauração, considerando as necessidades das comunidades locais e a biodiversidade.

### Desflorestação do país
Estima-se que Ruanda perdeu cerca de 65% da sua cobertura florestal entre 1956 e 1996. Em 1994, a cobertura florestal era de apenas 19,6%. A perda intensificou-se entre 1990 e 2005, com muitos ruandeses deslocados pelo genocídio em regresso às áreas rurais para se reinstalarem.

### Reversão do desmatamento
Reconhecendo os desafios enfrentados pelas suas comunidades, Ruanda concluiu uma avaliação nacional da restauração da paisagem, aplicando a Metodologia de Avaliação de Oportunidades de Restauração (MAOR) para testar iniciativas de RPF eficientes em termos de custos.
A agenda do Ruanda para a RPF está interligada à sua Estratégia de Desenvolvimento Econômico e Redução da Pobreza de 2020, agora Estratégia Nacional para a Transformação (NST 1 2020-2027), que define um roteiro para aumentar o coberto florestal até 30% da área terrestre total do Ruanda.
A fim de proporcionar um quadro para a expansão da RPF, Ruanda definiu um leque de políticas, tais como:

### Estratégia de Crescimento Verde e Resiliência Climática (2011)

#### Principais pilares da estratégia de crescimento verde em Ruanda:
• Crescimento verde inclusivo: Promover o crescimento econômico que gere empregos e reduza a pobreza, garantindo que os benefícios sejam distribuídos de forma equitativa.
• Economia de baixo carbono: Reduzir as emissões de gases de efeito estufa e promover o uso de energias renováveis, como solar, hidrelétrica e biogás.
• Reconhecimento internacional: Ruanda tem sido reconhecida internacionalmente por seus esforços em prol do desenvolvimento sustentável e da proteção ambiental.
• Recursos naturais sustentáveis:  Conservar e gerir os recursos naturais de forma sustentável, incluindo florestas, água, biodiversidade e solo.
• Cidades verdes:  Desenvolver cidades sustentáveis e resilientes às mudanças climáticas, com foco em transporte público eficiente,  planejamento urbano e gestão de resíduos.
• Resiliência climática: Aumentar a resiliência do país aos impactos das mudanças climáticas, como secas, inundações e eventos climáticos extremos.